# Кидаси
Кида̀си (на гръцки: Κιδάσι) е село в Кипър, окръг Пафос. Според статистическата служба на Република Кипър през 2001 г. селото има 7 жители.
Намира се на 4 км североизточно от Трахипедула.